# Индевор (корабль)
Его Величества Корабль «Инде́вор» (англ. HMS Endeavour — «усилие») — первый корабль, которым командовал британский исследователь, картограф и первооткрыватель XVIII столетия капитан Джеймс Кук. Этот корабль Кук использовал в своей первой экспедиции.

## История создания
«Индевор» введен в эксплуатацию в 1764 году. Был построен на верфи городка Уитби для перевозки угля и назывался «Граф Пемброк». Таким образом, и Джеймс Кук и его корабль начали свою «морскую жизнь» в одном месте.
Корабль принадлежал к разряду «кет-билт» — судов с прямым широким носом. В документах первого плавания Джеймса Кука «Индевор» неизменно называют барком. Особенностями корабля были три мачты, прямые паруса на фок-мачтах и грот-мачтах и бизань без реев. На корабле было 22 пушки, из них 12 на поворотных лафетах. Первый биограф и современник знаменитого мореплавателя — Киппис — утверждал, будто Кук сам выбрал «Индевор» в период подготовки к экспедиции. Современные исследователи склонны утверждать, что корабль был подобран случайно и без участия Кука. Агенты Корабельной палаты (Navy Board) приобрели судно у владельца 28 марта 1768 года, причём когда покупатели осматривали корабль в Дептфордских доках, оказалось, что обшивка, мачты и такелаж требуют основательного ремонта.
В Дептфорде специально для «Индевора» построили командирский катер, баркас и ял. Катер предназначался для поездок на берег капитана и офицеров, баркас для подвозки на корабль воды, дров и припасов.
«Индевор» обладал хорошими мореходными качествами, и капитан Кук отмечал, что судно при ветре в один-два румба позади траверза (крутой бакштаг) следует со скоростью 7,4 узла. «Этот корабль — хороший ходок и лёгок в управлении»", — писал Кук. Серьёзные испытания в Коралловом море, когда «Индевор» получил большую пробоину, корабль выдержал с честью. Но и у «Индевора» были свои недостатки, — например отсутствие медной обшивки, предохранявшей деревянный корпус корабля от разрушительной «работы» корабельных червей.
«Индевор» также был первым судном, с которого точно смогли определить долготу. Это подтверждают навигационные таблицы. «Индевор» также первый корабль, совершивший длительный поход, во время которого от цинги не погиб ни один моряк. (В то время цинга губила большинство мореплавателей-участников длительных походов.)
Обстоятельства экспедиции Кука пагубно сказались на состоянии судна. 11 июня 1772 года, после четырёхлетнего путешествия, когда «Индевор» вернулся в Лондонский порт, он представлял собой жалкое зрелище.

## Дальнейшая судьба
Бытовали две версии того, что же произошло с легендарным барком. По одной — парусник окончил свои дни[как?] на Темзе. Согласно другой версии, корабль после кругосветного плавания продали французу-торговцу, переименовавшему его в La Liberté (рус. «Свобода»). Француз, в свою очередь, переправил его в Северную Америку, чтобы использовать как китобойное судно. В Америке барк был сильно повреждён британским военным кораблём. Его останки захоронили совладельцы в Ньюпорте.
Корабль был обнаружен на дне океана у берегов Ньюпорт-Харбора исследователями из организации Marine Archaeology Project 3 мая 2016 года.

## В культуре
- В честь первого корабля Джеймса Кука был назван командный модуль космического корабля «Аполлон-15». В ходе его полёта была осуществлена четвёртая высадка людей на Луну.
- Корабль «Индевор» изображён на новозеландской монете номиналом 50 центов[3].
- Существует действующая полноразмерная реконструкция «Индевор». Принадлежит Австралийскому национальному морскому музею[4].
- В честь корабля был назван шаттл "Индевор", заменивший разрушенный в катастрофе шаттл "Челленджер".